# Libertad y Solidaridad
Libertad y Solidaridad (en eslovaco: Sloboda a Solidarita, SaS),también llamado Saska,es un partido político liberal y libertario de centroderecha en Eslovaquia.Establecido en 2009, SaS fue fundado por el economista Richard Sulík, quien diseñó el sistema de impuesto único de Eslovaquia.En general, mantiene posiciones antiestatales y liberales.Después de las elecciones parlamentarias eslovacas de 2020, el partido perdió varios escaños en el Consejo Nacional, pero pasó a formar parte del gobierno de coalición (el Gabinete de Matovič) con Gente Común y Personalidades Independientes, Por el pueblo y Somos Familia.Está dirigido por el empresario Branislav Gröhling.
SaS es un partido euroescéptico moderado que exige reformas en la Unión Europea (UE), pero declara que la pertenencia a la UE es clave para el futuro de Eslovaquia. El partido mantiene posiciones libertarias civiles, entre ellas el apoyo a la liberalización de las drogas, 
.y los derechos LGBT,y aboga por políticas económicamente liberales y fiscalmente conservadoras basadas en las ideas de la Escuela Austriaca.El partido lanzó una campaña llamada Referéndum 2009 para celebrar un referéndum SaS también es notable por ser el único partido que se opone al aumento del salario mínimo , abogando en cambio por su abolición. SaS hace un uso intensivo de Internet,como durante las elecciones parlamentarias eslovacas de 2010 a través de Facebook y Twitter,y el partido tenía 68.000 seguidores en Facebook en el momento de las elecciones.
El SaS no logró superar el umbral del 5% en las elecciones al Parlamento Europeo de 2009 en Eslovaquia, pero quedó tercero, con 22 escaños, en las elecciones parlamentarias eslovacas de 2010.Se convirtió en parte del gobierno de coalición de centroderecha de cuatro partidos, ocupando cuatro puestos en el gabinete, con Sulík elegido presidente del Consejo Nacional. En las elecciones parlamentarias eslovacas de 2012, el partido sufrió un importante revés y perdió la mitad de sus 22 escaños, y ocupó cuatro puestos en el gobierno de Eslovaquia antes de las elecciones. En las elecciones al Parlamento Europeo de 2019 en Eslovaquia, el partido eligió a dos miembros del Parlamento Europeo (MEP). El partido es miembro de los Conservadores y Reformistas Europeos (ECR). Sulík dejó el grupo de la Alianza de los Demócratas y Liberales por Europa (ALDE) en el Parlamento Europeo para sentarse con los Conservadores y Reformistas Europeos (ECR) el 2 de octubre de 2014.

## Historia

Logotipo original del partido

### Inicios
Richard Sulík fue asesor especial de Ivan Mikloš y Ján Počiatek, los dos ministros de finanzas del país, con quienes trabajó para simplificar el sistema tributario e implementar el impuesto único del 19 % en Eslovaquia. Anunció su intención de fundar Libertad y Solidaridad el 10 de octubre de 2008, pidiendo un partido dedicado a la libertad económica y cuestionando el compromiso de la Unión Demócrata y Cristiana Eslovaca-Partido Democrático (SDKÚ–DS) con ese objetivo.Los analistas citaron la falta de un partido liberal en el país.Después de asegurar las 10.000 firmas necesarias para fundar un partido, SaS hizo su debut público en febrero de 2009,antes de las elecciones al Parlamento Europeo de 2009 el 6 de junio. El partido estableció objetivos declarados públicamente de ingresar al Consejo Nacional de Eslovaquia en 2010 y entrar al gobierno en 2014.
En el congreso fundacional de SaS en Bratislava el 28 de febrero de 2009, Sulík fue elegido presidente y Jana Kiššová, directora general. SaS seleccionó al economista Ján Oravec como su candidato para las elecciones al Parlamento Europeo de 2009 en Eslovaquia. El partido apoyó a la candidata del SDKÚ–DS Iveta Radičová en las elecciones presidenciales eslovacas de 2009 en marzo y abril; fue derrotada en la segunda vuelta. Junto con otros, Declan Ganley se acercó a Sulík para unirse a la alianza de partidos euroescépticos Libertas.eu para las elecciones europeas, pero rechazó la invitación para permanecer independiente. Si bien también era escéptico respecto del Tratado de Lisboa y, en términos más generales, un crítico de la intransparencia y la burocracia europeas, no compartía la posición aislacionista de Libertas. En las elecciones al Parlamento Europeo de 2009, SaS recibió el 4,7% de los votos, perdiendo por poco el umbral electoral del 5%; El SDKÚ–DS acusó al SaS de fomentar innecesariamente la fragmentación de la derecha política en Eslovaquia. En las elecciones regionales eslovacas de 2009, el SaS obtuvo un escaño en Bratislava.

### Referéndum de 2009 y elecciones parlamentarias de 2010

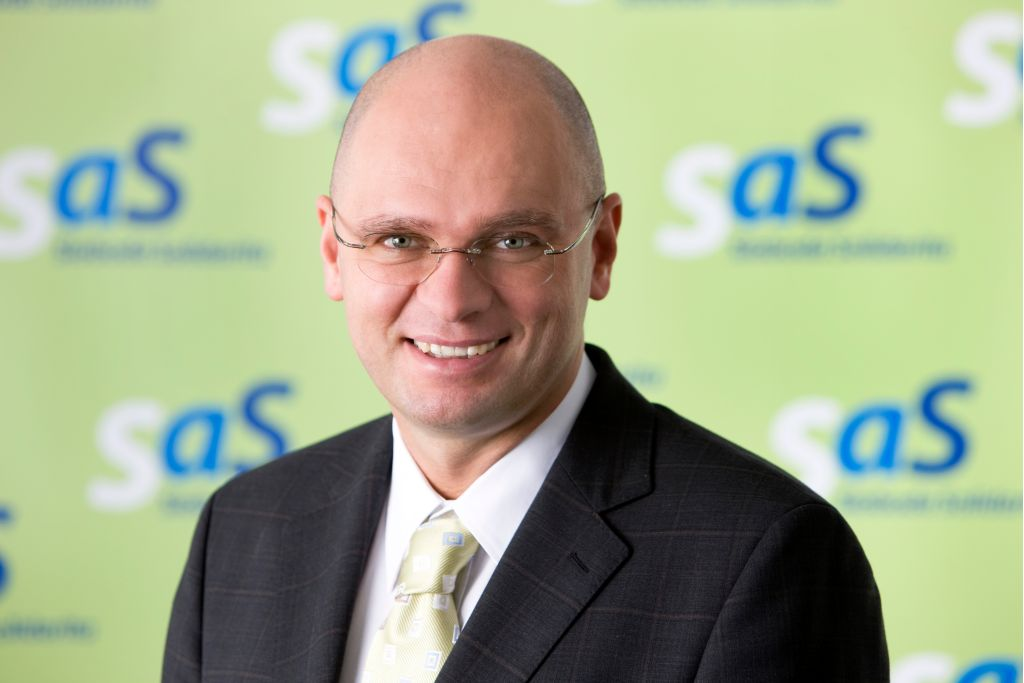
Richard Sulík fundó SaS en 2009 para promover las ideas que había propuesto como asesor del Ministerio de Finanzas.

A finales de 2009, el SaS promovió un referéndum en el que pedía importantes recortes a los privilegios de los políticos. Entre sus demandas se incluían la reducción del parlamento eslovaco de 150 a 100 diputados, la eliminación de su inmunidad penal y la imposición de límites a los gastos públicos destinados a la compra de coches para los funcionarios del gobierno. Además, exigían que se liberalizara aún más el mercado de la radio y la televisión, la abolición de las tasas de concesión y la eliminación del derecho de los funcionarios públicos a comentar y responder a la cobertura de los medios de comunicación de la ley de prensa.En enero de 2010, el SaS anunció que a finales de 2009 había conseguido reunir las 350.000 firmas necesarias para convocar un referéndum. El SaS envió las firmas al presidente eslovaco Ivan Gašparovič, solicitándole que programara el referéndum para la fecha de las elecciones parlamentarias del 12 de junio de 2010.
En marzo de 2010, la policía denunció a Sulík por el contenido del manifiesto para las elecciones parlamentarias eslovacas de 2010, argumentando que el compromiso del partido con la legalización del cannabis constituía el delito penal de "propagación de la adicción".Los fiscales desestimaron esta acusación y se negaron a presentar cargos.Los candidatos del partido fueron los más abiertos sobre el estado de su riqueza personal. En las elecciones al Consejo Nacional, SaS recibió el 12,1%, quedando en tercer lugar, y ganó 22 escaños. El partido fue el único en la oposición que le arrebató votos a Dirección-Socialdemocracia (Smer–SD), aunque se estimó que la mayor parte de sus votos procedían de antiguos votantes de SDKÚ–DS.
El partido entabló negociaciones de coalición con tres partidos de centroderecha, a saber, la Unión Democrática y Cristiana Eslovaca (SDKÚ–DS), el Movimiento Demócrata Cristiano (KDH) y Most–Híd. Los partidos acordaron un programa común y se asignaron ministerios, con SaS controlando cuatro ministerios, además de elegir al Presidente del Consejo Nacional. Durante las negociaciones, Igor Matovič, uno de los cuatro diputados elegidos en la lista de SaS de la facción Gente Común, alegó que le habían ofrecido un soborno para desestabilizar las conversaciones, lo que llevó a Sulík a presentar una denuncia formal ante el fiscal.El 29 de junio de 2010, el presidente decidió que la petición de referéndum de 2009 cumplía los requisitos y la votación se llevaría a cabo el 18 de septiembre de 2010.Cuatro de los seis temas del referéndum formaban parte del programa acordado del nuevo gobierno de coalición.En el referéndum de Reforma Política Eslovaca de 2010, la participación estuvo muy por debajo del 50% requerido.

### Elecciones parlamentarias de 2012 y 2016
En febrero de 2011, Igor Matovič fue expulsado del grupo parlamentario por votar a favor de las restricciones propuestas por la Dirección-Socialdemocracia a la doble nacionalidad.El 28 de octubre de 2011, el SaS presentó una solicitud para convertirse en un partido político independiente y se presentó como una lista separada, junto con dos pequeños partidos conservadores. En las elecciones parlamentarias eslovacas de 2012, el SaS recibió el 5,9% de los votos, lo que lo convirtió en el sexto partido más grande en el Consejo Nacional con 11 diputados. En las elecciones al Parlamento Europeo de 2014 en Eslovaquia, el SaS quedó en sexto lugar a nivel nacional, recibió el 6,7% de los votos y tuvo un miembro elegido como miembro del Parlamento Europeo.En las elecciones parlamentarias eslovacas de 2016, el partido recibió el 12,1% de los votos, siendo el segundo partido más grande en el Consejo Nacional con 21 diputados, superando las expectativas y convirtiéndola en la elección más exitosa en la historia del SaS.

## Ideología
En el espectro político, SaS es considerado centrista,de centroderecha,y de derecha.El partido ha sido descrito como libertario,liberal,liberal clásico, liberal conservador,y de derecha libertaria.El partido apoya el liberalismo cultural y el liberalismo económico en sus políticas.Económicamente arraigado en el liberalismo,el laissez-faire,y la Escuela Austriaca,el partido cree en la liberalización económica,así como en el conservadurismo fiscal,siendo liderado por el padre del impuesto único de Eslovaquia, y SaS se enorgullece de su experiencia económica;el propio Sulík también ha sido descrito como liberal nacional.En las elecciones parlamentarias de 2010, el partido enfatizó que tenía políticas económicas completamente opuestas a las del Primer Gabinete de Fico y descartó cooperar con él.El partido cita la necesidad de cerrar el déficit presupuestario y aboga por reformar el sistema de seguro social.La propuesta de Sulík para una reforma del sistema de bienestar e impuestos, el Bono de Contribución, se basa en una combinación de impuesto fijo, ingreso básico e impuesto a la renta negativo; tiene como objetivo agilizar el sistema y recortar gastos innecesarios y gastos burocráticos.SaS es notablemente libertario civil, siendo el único partido importante que hace campaña por el matrimonio entre personas del mismo sexo o por la despenalización del cannabis,lo que lo pone en desacuerdo con su socio de coalición anterior socialmente conservador, el Movimiento Demócrata Cristiano (KDH).SaS también es notable por ser el único partido que se opone al aumento del salario mínimo, abogando en cambio por su abolición.
En lo que respecta a la política de la Unión Europea (UE), SaS se considera euroescéptico,o euroescéptico suave,algo a lo que el partido ha cambiado el enfoque de su campaña económica liberal, cultural liberal con una fuerte retórica anticorrupción, cuando Sulík se opuso a la participación en la crisis de deuda gubernamental griega y a un rescate de la UE.El partido se caracteriza a sí mismo como eurorrealista y se opone a la maquinaria burocrática de la UE tal como está organizada actualmente.SaS se opuso al Tratado de Lisboa, a la armonización económica de la UE y a un aumento del presupuesto de la UE; es particularmente cauteloso con la restricción del libre mercado por parte de la UE.SaS se opuso al rescate de Grecia por parte del Banco Central Europeo durante la crisis de deuda soberana europea de 2010, mientras que Sulík ha propuesto elaborar planes para retirar a Eslovaquia de la eurozona, en caso de circunstancias extraordinarias en la unión monetaria.Sulík también ha sido un fuerte crítico del programa obligatorio de reubicación de refugiados de la UE,así como de una mayor integración europea a expensas de los estados-nación.El partido apoya una posición liberal sobre las leyes de drogas y el matrimonio entre personas del mismo sexo.Rechaza cualquier medida dura para combatir el cambio climático.
En el Parlamento Europeo, SaS es miembro de los Conservadores y Reformistas Europeos (Grupo ECR), que no rechaza por completo la idea de una Europa común; los miembros del partido consideran que la UE es un buen proyecto, que requiere reformas. Como respuesta al Brexit, el partido preparó un manifiesto con varias propuestas para reformar la Unión Europea.

## Resultados electorales

### Parlamento de Eslovaquia
| Año  | Votos        | %     | Escaños | +/- | Gobierno                                            |
| ---- | ------------ | ----- | ------- | --- | --------------------------------------------------- |
| 2010 | 307 287 (#3) | 12,14 | 22/150  |     | Coalición con SDKÚ-DS. KDH y Most–Híd               |
| 2012 | 150 266 (#6) | 5,88  | 11/150  | 11  | Oposición                                           |
| 2016 | 315 558 (#2) | 12,10 | 21/150  | 10  | Oposición                                           |
| 2020 | 179 246 (#6) | 6,22  | 13/150  | 8   | Coalición con OL'aNO-NOVA, SM y ZA ĽUDÍ (2020-2023) |
| 2020 | 179 246 (#6) | 6,22  | 13/150  | 8   | Oposición (2023)                                    |
| 2023 | 187 645 (#6) | 6,32  | 11/150  | 2   | Oposición                                           |

### Parlamento Europeo
| Año  | Líder de lista | Votos  | %    | Escaños | Posición |
| ---- | -------------- | ------ | ---- | ------- | -------- |
| 2014 | Ivan Oravec    | 37 376 | 6.66 | 1/13    | 6º       |
| 2019 | Eugen Jurzyca  | 94 389 | 9.62 | 2/14    | 5º       |